# Lysandra nufrellensis
Lysandra nufrellensis är en fjärilsart som beskrevs av Klaus G. Schurian 1977. Lysandra nufrellensis ingår i släktet Lysandra och familjen juvelvingar. Inga underarter finns listade i Catalogue of Life.